# پراما
شهر پراما در استان آتیک در کشور یونان واقع شده است که دارای جمعیت ۲۶٬۵۶۷  نفر می‌باشد.